# Wahlkreis Dundee East (Schottisches Parlament)
| Dundee East                       |
| --------------------------------- |
| Dundee East · North East Scotland |
| Gebildet                          |
| 1999                              |
| Abgeschafft                       |
| 2011                              |
| Regionen                          |
| Dundee                            |

Dundee East war ein Wahlkreis für das Schottische Parlament. Er wurde 1999 als einer von neun Wahlkreisen der Wahlregion North East Scotland eingeführt, die im Zuge der Revision der Wahlkreise im Jahre 2011 neu zugeschnitten und auf zehn Wahlkreise erweitert wurde. Hierbei wurde der Wahlkreis Dundee East abgeschafft. Er umfasste die östlichen Stadtteile von Dundee. Die Gebiete sind weitgehend in dem neuen Wahlkreis Dundee City East aufgegangen. Bei Zensuserhebung 2001 lebten insgesamt 72.879 Personen innerhalb seiner Grenzen. Es wurde ein Abgeordneter entsandt.

## Wahlergebnisse

### Parlamentswahl 1999
| Ergebnisse der Parlamentswahl 1999 | Ergebnisse der Parlamentswahl 1999 | Ergebnisse der Parlamentswahl 1999 | Ergebnisse der Parlamentswahl 1999 |
| Partei                             | Kandidat                           | Stimmen                            | %                                  |
| ---------------------------------- | ---------------------------------- | ---------------------------------- | ---------------------------------- |
| Labour                             | John McAllion                      | 13.703                             | 43,3                               |
| SNP                                | Shona Robison                      | 10.849                             | 34,3                               |
| Conservative                       | Iain Mitchell                      | 4428                               | 14,0                               |
| Liberal Democrats                  | Raymond Lawrie                     | 2153                               | 6,8                                |
| Scottish Socialist                 | Harvey Duke                        | 530                                | 1,7                                |

### Parlamentswahl 2003
| Ergebnisse der Parlamentswahl 2003 | Ergebnisse der Parlamentswahl 2003 | Ergebnisse der Parlamentswahl 2003 | Ergebnisse der Parlamentswahl 2003 | Ergebnisse der Parlamentswahl 2003 |
| Partei                             | Kandidat                           | Stimmen                            | %                                  | ±                                  |
| ---------------------------------- | ---------------------------------- | ---------------------------------- | ---------------------------------- | ---------------------------------- |
| SNP                                | Shona Robison                      | 10.428                             | 39,6                               | +5,3                               |
| Labour                             | John McAllion                      | 10.338                             | 39,2                               | −4,1                               |
| Conservative                       | Edward Prince                      | 3133                               | 11,9                               | −2,1                               |
| Liberal Democrats                  | Clive Sneddon                      | 1584                               | 6,0                                | −0,8                               |
| Parteilos                          | James Gourlay                      | 865                                | 3,3                                | + 3,3                              |
| Wahlbeteiligung: 26.348 (48,90 %)  |                                    |                                    |                                    |                                    |

### Parlamentswahl 2007
| Ergebnisse der Parlamentswahl 2007 | Ergebnisse der Parlamentswahl 2007 | Ergebnisse der Parlamentswahl 2007 | Ergebnisse der Parlamentswahl 2007 | Ergebnisse der Parlamentswahl 2007 |
| Partei                             | Kandidat                           | Stimmen                            | %                                  | ±                                  |
| ---------------------------------- | ---------------------------------- | ---------------------------------- | ---------------------------------- | ---------------------------------- |
| SNP                                | Shona Robison                      | 13.314                             | 49,6                               | +10,0                              |
| Labour                             | Iain Luke                          | 8790                               | 32,7                               | −6,5                               |
| Conservative                       | Chris Bustin                       | 2976                               | 11,1                               | −0,8                               |
| Liberal Democrats                  | Clive Sneddon                      | 1789                               | 6,7                                | +0,7                               |
| Wahlbeteiligung: 26.869 (49,94 %)  |                                    |                                    |                                    |                                    |